# Spirale d'iceberg
Pour les articles homonymes, voir Spirale (homonymie).

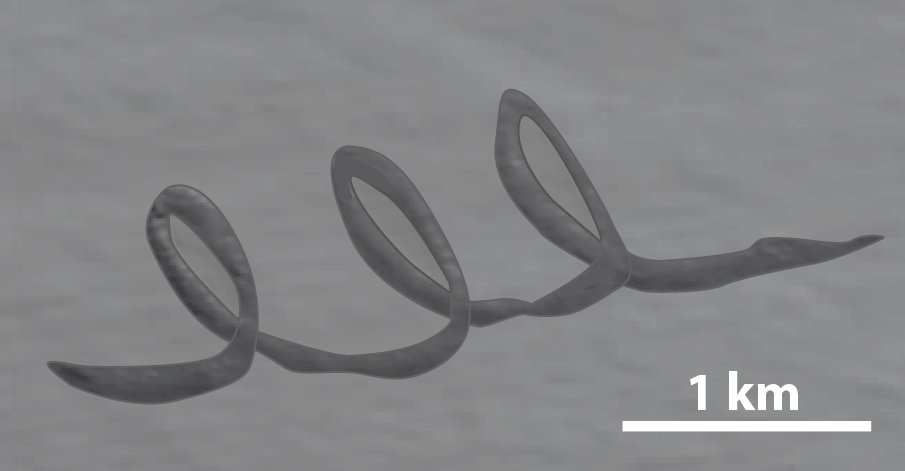
Spirale d'iceberg sculptée dans un plancher océanique

Les spirales d'iceberg (de l'anglais Iceberg spiral scours) sont des figures sédimentaires se formant sur le plancher océanique en domaine polaire durant les périodes de déglaciation.

## Formation
Les spirales se forment lors de la transition d'un domaine glaciaire à un domaine interglaciaire. Les icebergs auparavant ancrés dans le fond marin sont désormais libres de se déplacer avec les courants géostrophiques et les courants de marées mais « raclent » le plancher océanique, y laissant l'empreinte de leurs déplacements.

## Découverte
Au cours des derniers 2,8 millions d'années, l'Europe du Nord-Ouest a été soumise à des cycles de croissance et de décroissance de grandes calottes glaciaires arctiques. Ces fluctuations de l'étendue de la calotte glaciaire ont été enregistrées dans des sédiments glaciaires au large des côtes norvégiennes. Lors des périodes de fonte, les calottes libérèrent des icebergs dont les bases sculptèrent dans le dépôt sédimentaire les spirales caractéristiques. Elles sont décrites pour la première fois en 2016 par le géologue Andrew Newton dans le journal Nature, des spirales préservées par enfouissement sont découvertes fortuitement lors de l’interprétation de profils sismiques 3D sur la marge passive norvégienne,.